# Ferrero (Unternehmen)
Die Ferrero International S.A. ist die Konzernobergesellschaft des italienischen Süßwarenherstellers mit faktischem Sitz in Alba in der Region Piemont und steuertaktischem Verwaltungssitz in Luxemburg.
Die aus 109 Gesellschaften bestehende Unternehmensgruppe betreibt weltweit 37 Produktionsstätten und vertreibt ihre Produkte in über 170 Ländern.
Der Sitz der deutschen Niederlassung liegt in Frankfurt am Main, die Produktionsstätten liegen in Stadtallendorf sowie in Faulbach.

## Geschichte

### Ferrero International

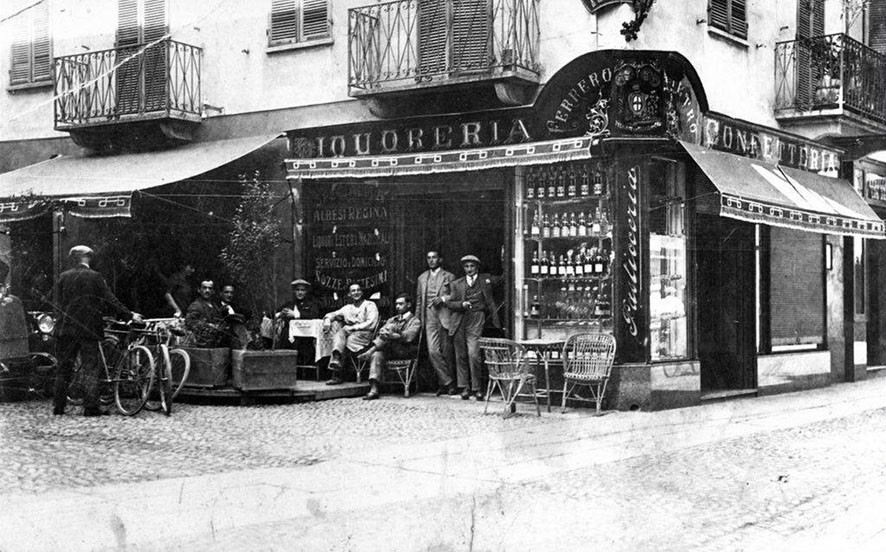
Die erste Ferrero-Konditorei in Alba

Das Unternehmen wurde 1946 von dem 1898 geborenen Konditor Pietro Ferrero senior in Alba (Italien) gegründet. Pietro Ferrero ist, gemeinsam mit Francesco Rivella, der Erfinder von Nutella, einer Nuss-Nougat-Creme, die das Unternehmen bereits seit den 1940er Jahren in Italien – zunächst unter dem Namen Pasta gianduja, später als Pasta giandujot – verkaufte. 1951 brachte Ferrero die von Sohn Michele Ferrero verfeinerte Rezeptur „Supercrema“ auf den italienischen Markt.
Nach Pietro Ferreros Tod übernahm kurze Zeit seine Witwe, Piera Cillario Ferrero, die Geschäfte, ihr folgte der gemeinsame Sohn Michele Ferrero. Unter seiner Leitung erlangte das Unternehmen Weltruhm. 1962 heiratete Michele Maria Franca Fissolo. Seit 1997 leitet deren Sohn Giovanni Ferrero das Unternehmen, bis 2011 noch gemeinsam mit seinem Bruder Pietro Ferrero junior, der jedoch 2011 verstarb. Die Ferrero-Gruppe wird heute in der dritten Generation von Giovanni Ferrero geführt und ist vollständig in Familienbesitz.
1984 stieg Ferrero mit der Ferrero Asia Limited in den chinesischen Markt ein. Heute ist Ferrero auch in Osteuropa, den Vereinigten Staaten, Südamerika sowie im Fernen Osten aktiv. Großes Medieninteresse erweckte das Unternehmen, als es 2000 mit Blick auf die eigene Marke Kinder-Schokolade die Verwendung des Domain-Namens „kinder.at“ durch andere unterbinden wollte. Vor Gericht unterlag es in allen Instanzen.
Im Sommer 2014 übernahm Ferrero den größten türkischen Haselnussverarbeiter Oltan zu einem ungenannten Preis, um die Versorgung mit der in vielen seiner Produkte enthaltenen Zutat langfristig abzusichern. Die EU-Kommission genehmigte die Übernahme im September 2014 mit der Begründung, dass Ferrero damit keine marktbeherrschende Stellung einnehme. Interessenvertreter türkischer Bauern und industrieller Weiterverarbeiter bestreiten dies. Ferrero kaufte 2019 etwa ein Drittel der gesamten türkischen Haselnussproduktion.
2016 übernahm Ferrero den belgischen Gebäckhersteller Delacre von der Yıldız-Tochter United Biscuits. Im Jahr darauf übernahm das Unternehmen die Ferrara Candy Company, welche zu diesem Zeitpunkt einen Jahresumsatz von rund einer Milliarde Dollar hatte.
Im Januar 2018 übernahm Ferrero das Süßwarengeschäft von Nestlé in den USA für 2,8 Milliarden US-Dollar, das in die Tochtergesellschaft Ferrara Candy Company in Chicago eingegliedert wurde. Die Übernahme umfasste die Marken 100Grand, Baby Ruth, Butterfinger, Chunky, Crunch, Raisinets, OhHenry! und SnoCaps sowie weitere regionale Marken wie MSweeTarts, LaffyTaffy, Nerds, FunDip, PixyStix, Gobstopper, BottleCaps, Spree und Runts.
Ferrero übernahm 2019 die Keks-Sparte von Kellogg’s, zu der unter anderen Marken wie Keebler, Mother’s und Little Brownie Bakeries gehören, für 1,2 Milliarden Euro. Der 2023 durch eine Spaltung des Kelloggs-Unternehmens entstandene Konzern WK Kellogg wurde 2025 von Ferrero für 3,1 Milliarden US-Dollar gekauft. WK Kellogg vertreibt Zerealien wie Froot Loops, Frosties oder Rice Crispies in Nordamerika.
Im Jahr 2019 erwarb Ferrero die Anteilsmehrheit am größten spanischen Handelsmarken-Eiskremhersteller Ice Cream Factory Comaker (ICFC), früher Avidesa, mit Produktionsstätten im spanischen Alzira und im italienischen Castel d’Ario; 2021 wurden auch die restlichen 30 % Anteile erworben.
Im Juni 2021 übernahm die zur Ferrero-Gruppe zählende belgische Finanzholding CTH die britische Burton’s Biscuit Company. Über CTH hatte Ferrero in der Vergangenheit bereits Fox’s Biscuits in Großbritannien, Biscuits Delacre in Belgien und die Kelsen Group in Dänemark übernommen.
Im Oktober 2023 übernahm die amerikanische Tochterfirma Ferrara den Süßwarenproduzenten Jelly Belly. Der Kaufpreis soll bei etwa 3 Milliarden US-Dollar gelegen haben.
Das Unternehmen begann 2020 eine schokoladenverarbeitende Fabrik in Bloomington, Illinois zu bauen. Die Fabrik ist das erste schokoladenverarbeitende Werk des Unternehmens in Nordamerika und das dritte weltweit. Es liefert Schokolade für Marken wie kinder, Butterfinger und Crunch und wurde im Mai 2024 eröffnet. Im April 2025 kündigte das Unternehmen an, die Fabrik in Brantford, Kanada, für 445 Millionen Euro zu erweitern.

#### Salmonellen-Ausbruch im Produktionswerk Arlon ab Dezember 2021
Im April 2022 geriet das Unternehmen wegen eines Salmonellen-Ausbruchs in die Schlagzeilen. Dabei wurden Rückrufaktionen in mehreren Staaten veranlasst, nachdem der Verdacht aufgekommen war, dass bestimmte Produkte, die im Ferrero-Werk im belgischen Arlon produziert wurden, mit Salmonellen befallen sein könnten. Laut der Europäischen Behörde für Lebensmittelsicherheit (EFSA) wurde der Ausbruch durch Salmonella Typhimurium verursacht. Der erste Fall sei am 7. Januar 2022 vom Vereinigten Königreich gemeldet worden. Zusammen mit dem Europäischen Zentrum für die Prävention und die Kontrolle von Krankheiten (ECDC) wurde der Ausbruch weiter untersucht.
Am 8. April 2022 kündigte die belgische Aufsichtsbehörde AFSCA an, dem Ferrero-Werk in Arlon, der Ferrero Ardennes, die Produktionslizenz zu entziehen. Ferrero bestätigte im April 2022, dass in dem betroffenen Werk bereits am 15. Dezember 2021 ein Salmonellenbefall festgestellt worden war. Die Öffentlichkeit wurde hierüber nicht informiert, die betroffenen Produkte gingen in den freien Verkauf und wurden erst bis zu vier Monate später zurückgerufen. Die belgische Staatsanwaltschaft leitete Ermittlungen gegen Ferrero ein.
Ende Juni 2023 wurden weitere Salmonellenrückstände im Werk entdeckt. Die Produktion wurde gestoppt, laut Ferrero sei dies jedoch eine „reine Vorsichtsmaßnahme“ gewesen, da keine Infizierung von Produkten festgestellt werden konnte.
Auf das Werk in Arlon entfallen nach Unternehmensangaben rund sieben Prozent aller jährlich weltweit hergestellten Produkte der Marke Kinder. Bis Mai 2022 waren 266 Infektionen mit Salmonellen auf den Verzehr von Ferrero-Produkten zurückzuführen.

### Ferrero Deutschland

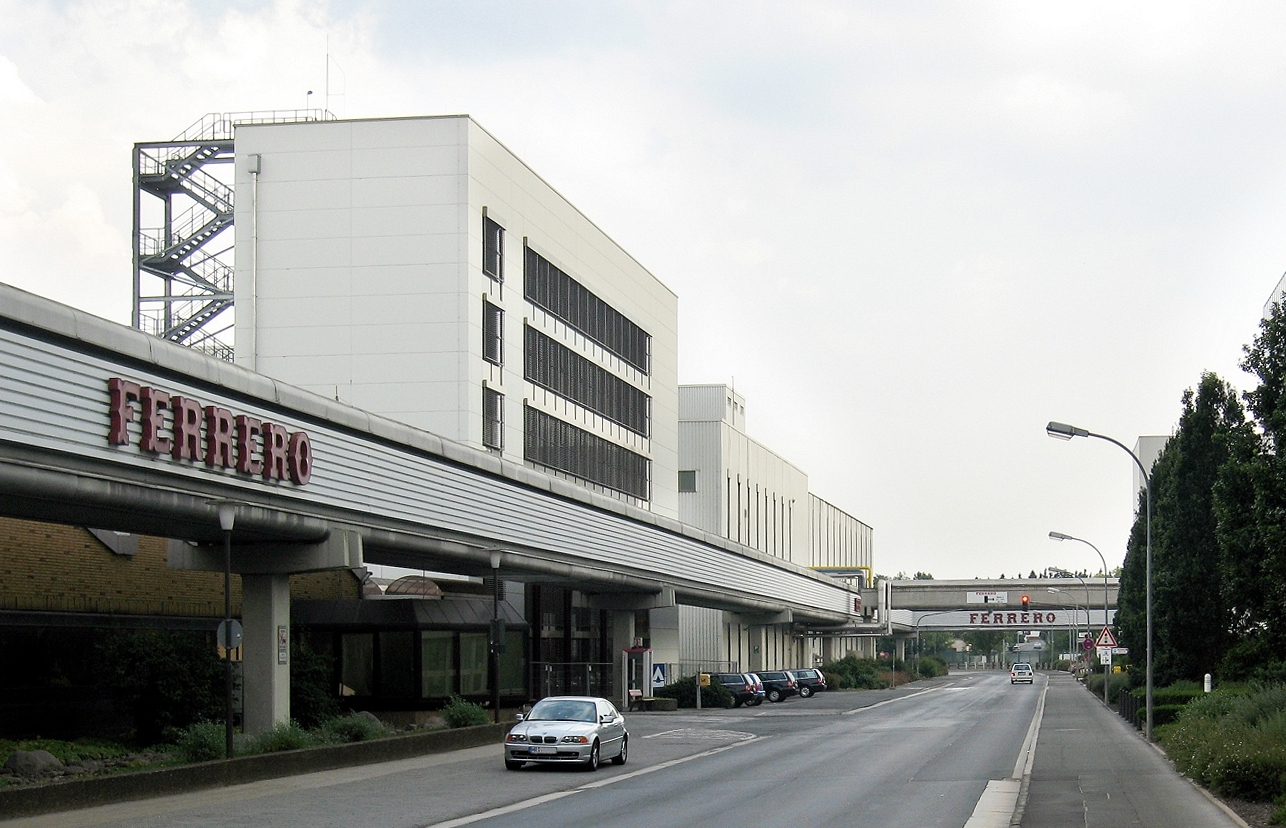
Werk in Stadtallendorf

Ferrero Deutschland wurde im September 1956 in Stadtallendorf gegründet. Zuerst firmierte die Ferrero oHG unter dem Namen Assia GmbH (Assia ist italienisch für Hessen). Anfänglich verfügte die deutsche Ferrero über fünf Mitarbeiter: einen Ingenieur aus Turin, eine deutsche Sekretärin und drei Arbeiter aus dem Mutterwerk in Alba. Zunächst wurde nur das Produkt Cremalba in 200-g-Bechern produziert und verkauft. Sechs Monate später hatte Ferrero Deutschland über 60 Mitarbeiter, gegen Ende 1957 bereits 150. Noch im gleichen Jahr erreichte das Werk in Stadtallendorf die gesetzten Produktionsziele. Später wurde der Verwaltungssitz in Frankfurt am Main angesiedelt, nachdem die ursprünglich ausgesuchte, näher am Produktionsstandort gelegene Stadt Marburg keine ausreichende Gewerbefläche zur Verfügung stellen wollte, um nicht mit einer anderen größeren Firma, den Behringwerken, ihren Charakter als Universitätsstadt aufs Spiel zu setzen.
Die Kirschpraline Mon Chéri verhalf Ferrero zum endgültigen Durchbruch auf dem westdeutschen Süßwarenmarkt. Schon 1957 stellte Ferrero täglich rund 9000 kg Mon Chéri her. Ein Jahr später wurde die Produktion auf 20.000 kg pro Tag erhöht. Der Begriff „Piemont-Kirsche“ ist eine reine Erfindung der Werbeabteilung. „Piemont“ ist angelehnt an die Herkunftsregion der Familie Ferrero. Eine Kirschsorte dieses Namens existiert nicht. Ein großer Teil der verwendeten Kirschen stammt aus der baden-württembergischen Ortenau (Stand 2022).
Im April 2023 übernahm Ferrero die Fabrik der Laurens Spethmann Holding in Faulbach mitsamt den Mitarbeitern. Ferrero wollte mit diesem dritten Standort in Deutschland ihr Geschäft mit gesünderen Snacks ausweiten.
Heute beschäftigt Ferrero nach eigenen Angaben in Deutschland 4500 Menschen, der überwiegende Teil arbeitet am Standort Stadtallendorf. Hinzu kommen mehrere tausend Saisonkräfte, etwa für die Oster- oder Weihnachtsproduktion.

#### Parteispendenaffäre der hessischen CDU
Im Zuge der Affäre um fehlerhafte Rechenschaftsberichte der hessischen CDU wurde bekannt, dass der CDU-Landesverband seit den 1980er Jahren regelmäßig Spenden von Ferrero erhalten hatte, diese aber nicht verbuchte. Nach Angaben des Bundestags summieren sich die Spenden auf insgesamt 500.000 DM (255.646 Euro). In den CDU-Rechenschaftsberichten waren sie nicht aufgetaucht. Der damalige Bundestagspräsident Wolfgang Thierse (SPD) verhängte gegen die hessische CDU daher eine Strafe von 511.000 Euro.
Wie das Rechnungsprüfungsamt des Landkreises Marburg-Biedenkopf im Jahr 2000 feststellte, hat das Unternehmen für sein Werk im hessischen Stadtallendorf jahrelang zu niedrige Gewerbesteuer-Vorauszahlungen geleistet. Während die Prüfer für die Jahre 1993 und 1994 Vorauszahlungen von jeweils 40,2 Millionen DM für angemessen hielten, setzte die Finanzverwaltung der CDU-regierten Kommune lediglich 6,8 Millionen DM an. Für die Jahre 1994 bis 1996 musste Ferrero deshalb Gewerbesteuer in Höhe von 52 Millionen DM nachzahlen. Die Zinsgewinne, die Ferrero durch die niedrigen Vorauszahlungen erwirtschaftete, werden auf 13 Millionen DM geschätzt.

#### Markenrechtsstreit umKinder

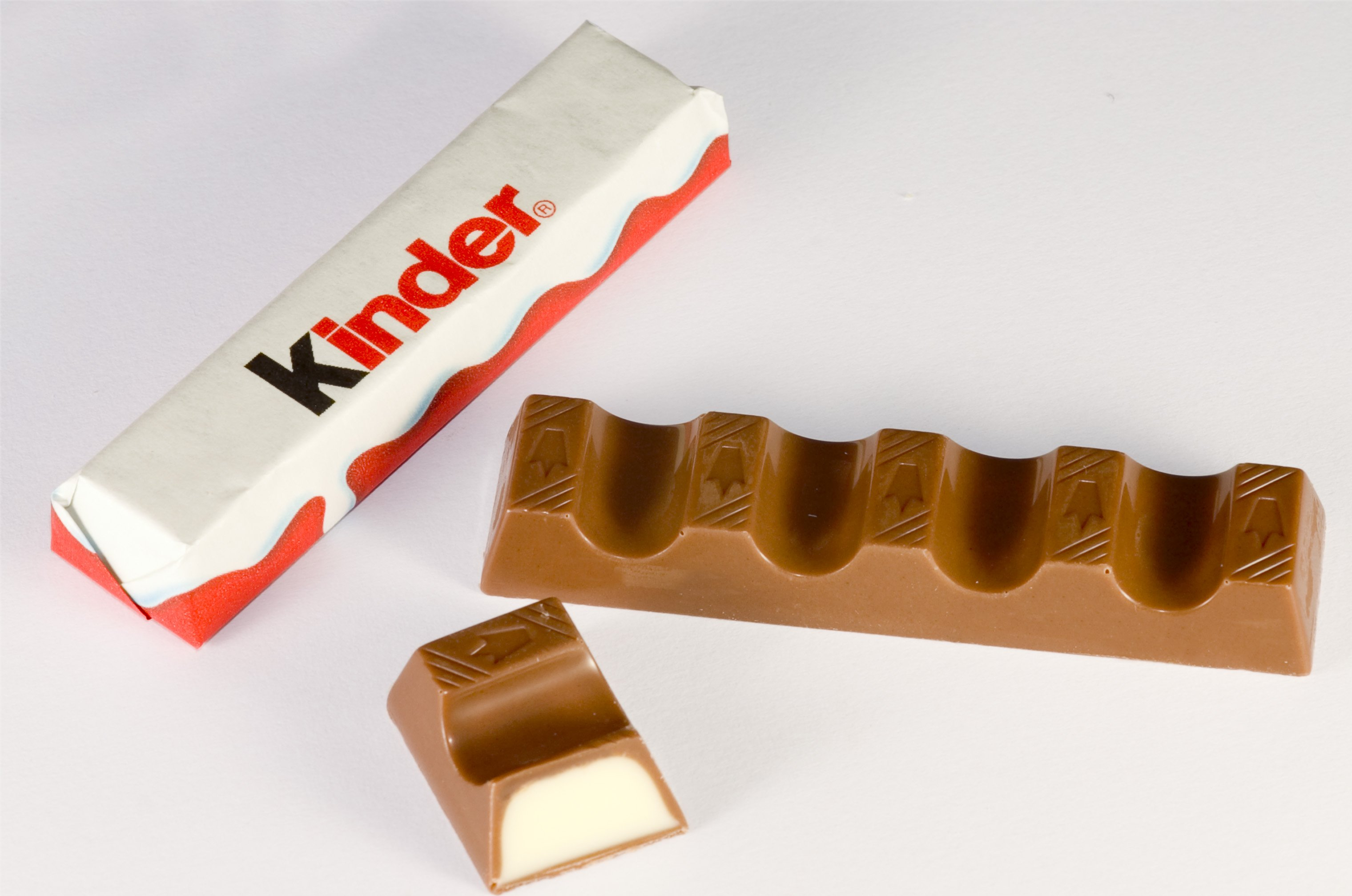
Kinder Schokolade

Ferrero muss künftig auch Produkte anderer Hersteller mit dem Namensbestandteil Kinder akzeptieren. Am 20. September 2007 wies der deutsche Bundesgerichtshof in Karlsruhe die Klage von Ferrero ab, die dem Mitbewerber Haribo den Produktnamen Kinder Kram verbieten sollte. Der Begriff Kinder allein unterliege keinem markenrechtlichen Schutz, da es lediglich die Zielgruppe dieser Produkte benenne, urteilte das Gericht.

## Kritik
Die Albert Schweitzer Stiftung für unsere Mitwelt hat auf ihrer Webseite „Kaefigfrei“ aufgedeckt, dass Ferrero Eier aus nicht artgerechter Käfighaltung verwendet. Nachdem über 6000 Unterschriften online gesammelt und intensive Gespräche mit dem Hersteller geführt worden waren, hat Ferrero im Jahr 2010 angekündigt, ab Ende 2012 auf Eier aus jeglicher Form der Käfighaltung zu verzichten, also sowohl auf Eier aus der bereits ab Beginn des Jahres 2012 in der Europäischen Union verbotenen konventionellen Käfighaltung als auch auf Eier aus der weiterhin dort erlaubten Haltung in sogenannten ausgestalteten Käfigen.
Die Verbraucherorganisation Foodwatch kritisiert, der Hersteller der Milch-Schnitte erwecke in Werbekampagnen den Eindruck, das Produkt sei aufgrund des Milchanteils gesundheitsfördernd und eine Alternative zum Pausenbrot. Das Produkt enthält allerdings mit 60 % verhältnismäßig mehr Fett und Zucker als eine Sahnetorte. Bei der Internet-Abstimmung zum Goldenen Windbeutel der Organisation für die Werbelüge des Jahres 2011 haben Verbraucher die Milch-Schnitte von Ferrero auf Platz 1 gesetzt. Rund 43 % der Teilnehmer hielten die Werbung für das Milcherzeugnis als leichte Zwischenmahlzeit für den dreistesten Fall von Etikettenschwindel. Eine ähnliche Irreführung warf Foodwatch Ferrero 2010 für Yogurette vor, die zu 36 Prozent aus Fett besteht und im Gegensatz zu dem, was in der Werbung suggeriert wird, eine energiereiche Süßigkeit ist.
In den 1990er Jahren wurde Ferrero kritisiert, als Verbraucher-Zentralen in Milch-Schnitte, Kinder Pinguí, Kinder Bueno und Kinder Maxi King Alkohol nachwiesen. Dies sei problematisch, da sich Kinder so durch den Konsum dieser Süßigkeiten an den Geschmack von Alkohol gewöhnen und hierdurch möglicherweise die Hemmschwelle zum Ausprobieren von „richtigem“ Alkohol herabgesetzt werden könnte. Ferrero reagierte auf die Kritik und gibt an, seit Mitte 2000 keinen Alkohol mehr als Zusatzstoff in seinen Produkten zu verwenden.
Wie auch andere Kakaounternehmen steht Ferrero außerdem im Verdacht, Ausbeutung und Kinderarbeit in seiner Produktionskette für Kakao und Haselnüsse zu tolerieren. Ferrero gibt an, dass 2009/2010 ein Anteil von 10 % des verwendeten Kakaos aus zurückverfolgbarem, nachhaltigen Anbau komme. In der Sendung Ferrero Check des Senders WDR aus dem Jahre 2011 wird Ferrero eine „unzureichende“ Fairness attestiert. Ferrero habe kein einziges Produkt auf dem Markt gehabt, das als Fair gekennzeichnet werden dürfe, ganz anders als etwa beim Mitbewerber Mars Incorporated.
Ferrero wird auch für systematische Steuervermeidung mit Hilfe unternehmerischer Schachtel-Konstruktionen kritisiert: „Das hochprofitable Konstrukt beruht auf einem komplexen System der Kreditvergabe an konzerneigene Subunternehmen, bei dem große Schulden angehäuft werden, welche wiederum die erheblichen Gewinne vor Steuern zum Schmelzen bringen. Für die Staatskassen nachteilig, für die Eigentümer genial. Denn der Reingewinn, den durch diese Methode alleine der Konzern-Erbe und Gründer-Enkel Giovanni Ferrero im letzten Jahr lukrierte, betrug 642 Millionen Euro. Insgesamt beläuft sich das Privatvermögen von Giovanni Ferrero damit auf geschätzte 22,4 Milliarden Euro.“
Eine geplante Fabrikerweiterung des Stadtallendorfer Werkes wurde von Umweltschützern kritisiert, da die Erweiterung teilweise auf einem Wasserschutzgebiet liegt, welches für die Trinkwasserversorgung Hessens mitverantwortlich ist. Vor allem die temporäre Abschaltung eines Abschöpfbrunnens, welcher belastetes Wasser abschöpft, sowie mehrerer Messstellen sorgte für Kritik. Die zuständige Behörde entgegnete, durch "bau- und betriebszeitige Maßnahmen" würde eine Gefährdung des Grundwassers ausgeschlossen, weshalb sie die Baugenehmigung erteilen müsse.

## Produkte
Ferrero ist Dachmarke für eine Produktpalette von Einzelmarken und Markenfamilien.
- Die Besten von Ferrero
- Duplo
- Estathé (Schwarztee-Getränk)
- Ferrero Cappuccino
- Ferrero Garden
- Ferrero Küsschen
- Fiesta
- Giotto
- Hanuta
- Kinder Brioss
- Kinder Bueno
- Kinder Cards
- Kinder Choco Fresh
- Kinder Country
- Kinder Délice
- Kinder Happy Hippo
- Kinder Joy
- Kinder Maxi King
- Kinder Paradiso
- Kinder Pinguí
- Kinder Riegel
- Kinder Schoko-Bons[68]
- Kinder Schokolade
- Kinder Überraschung
- Milch-Schnitte

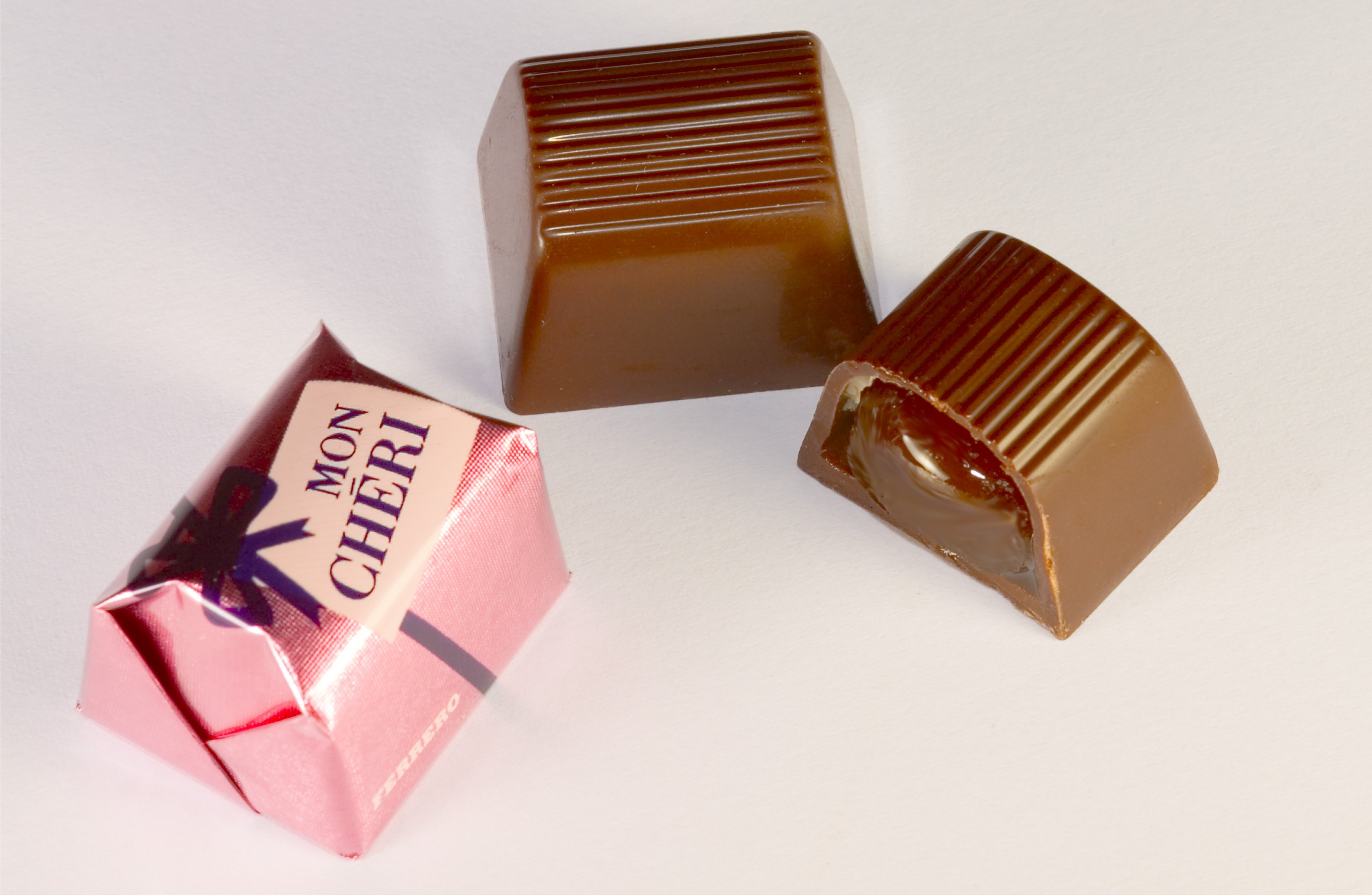
Mon Chéri
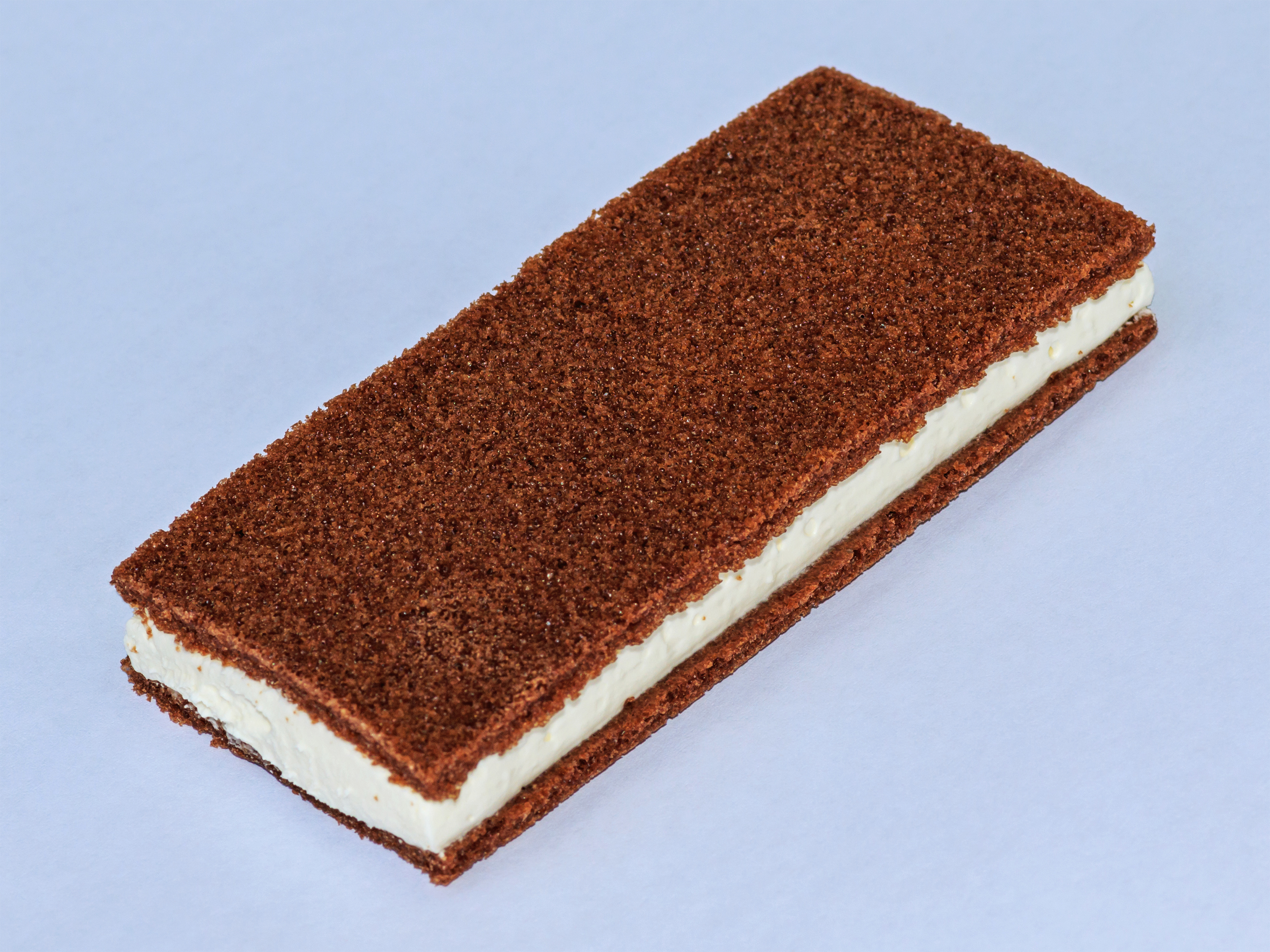
Milch-Schnitte
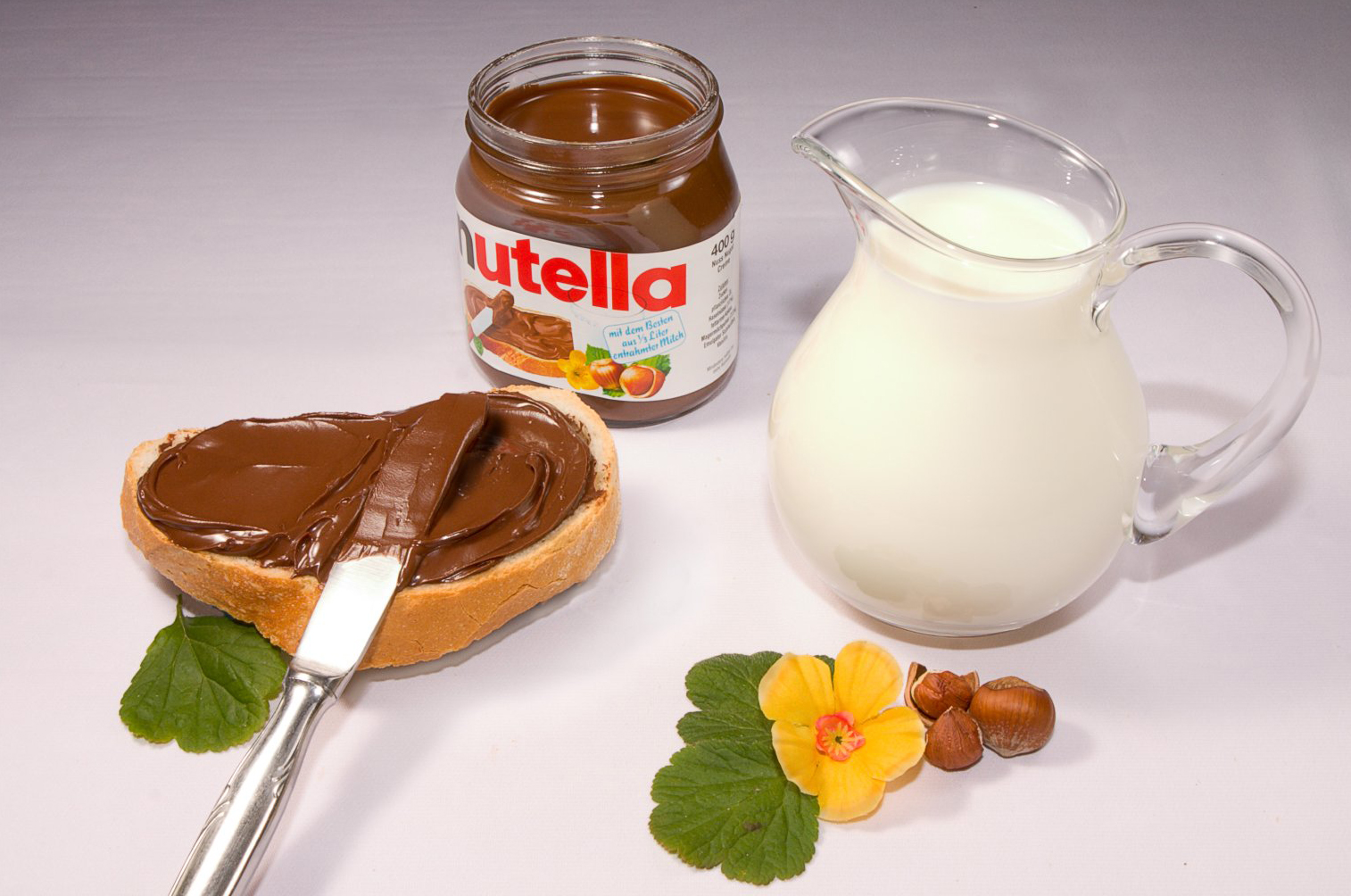
Nutella
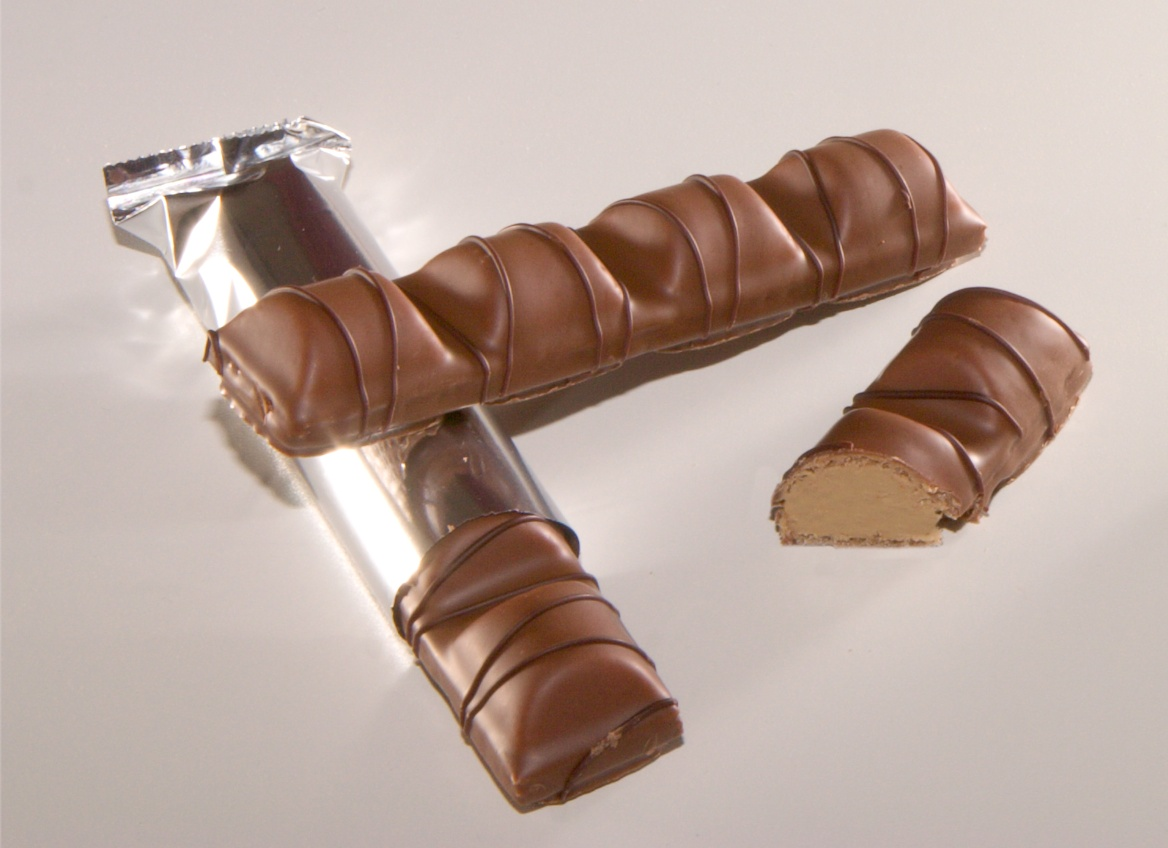
Kinder Bueno

- Pan e Cioc
- Pocket Coffee
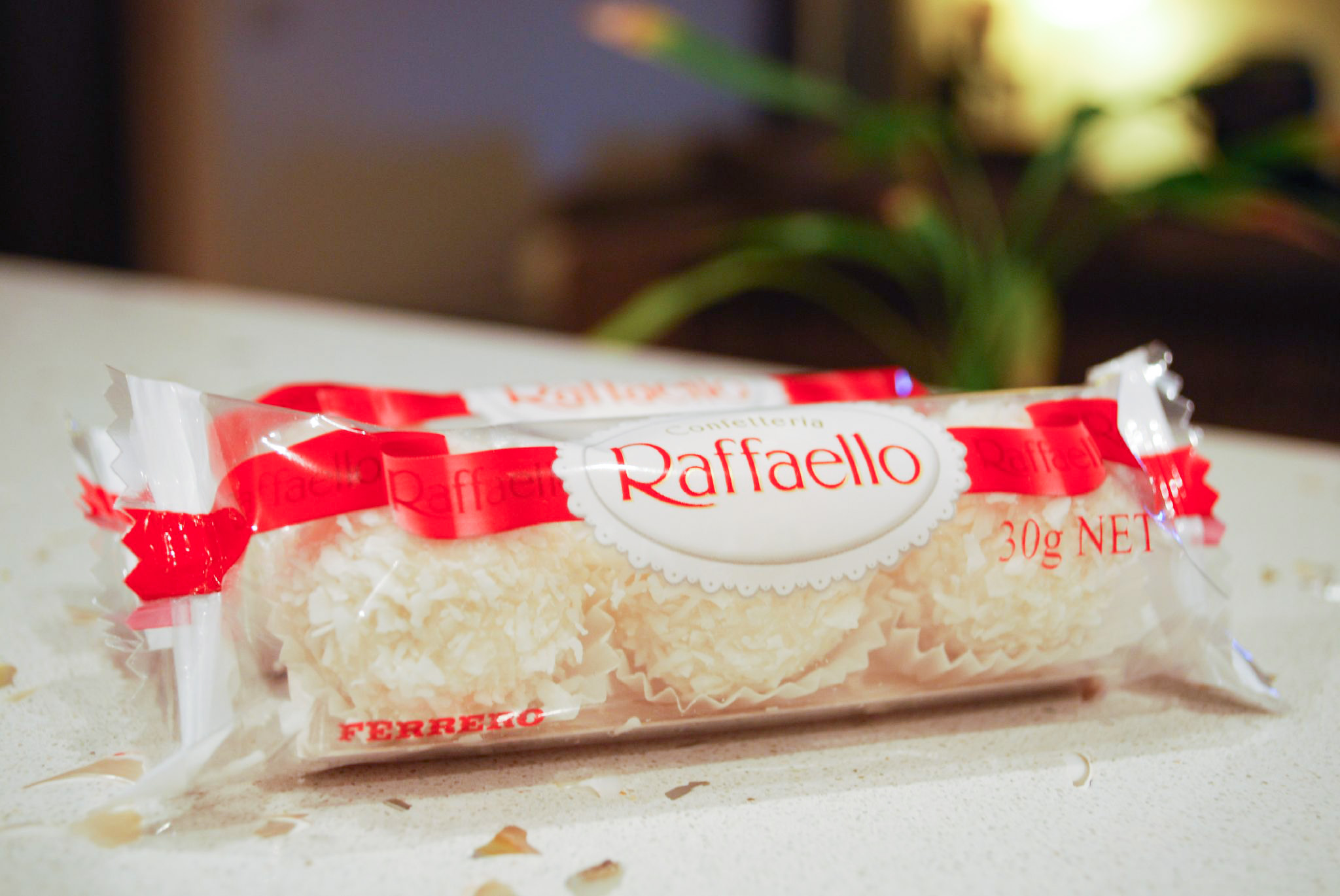
Raffaello
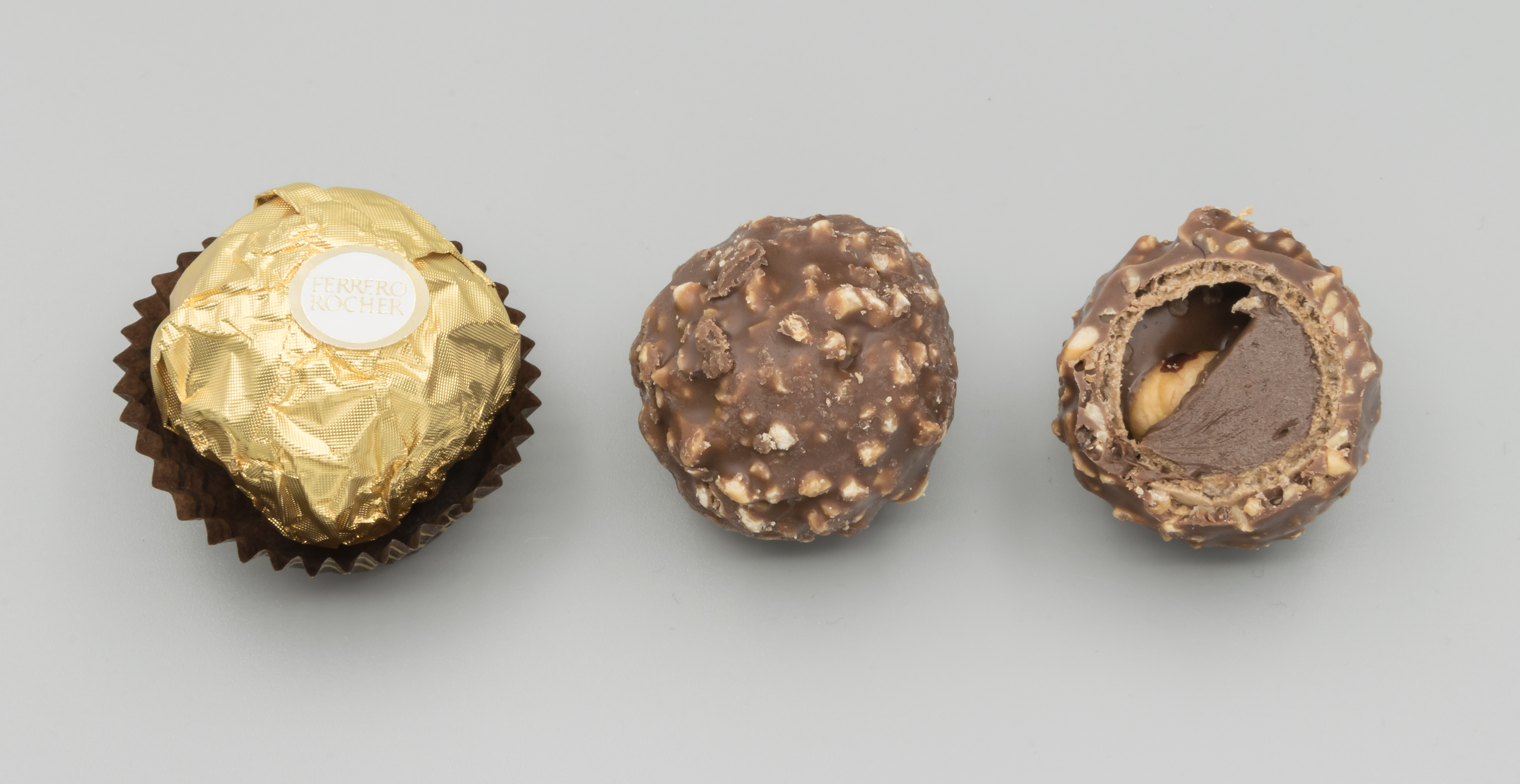
Rocher
- Rondnoir
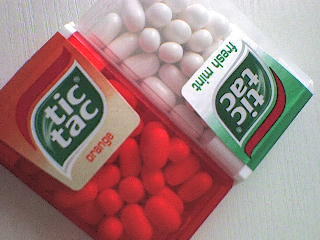
Tic Tac
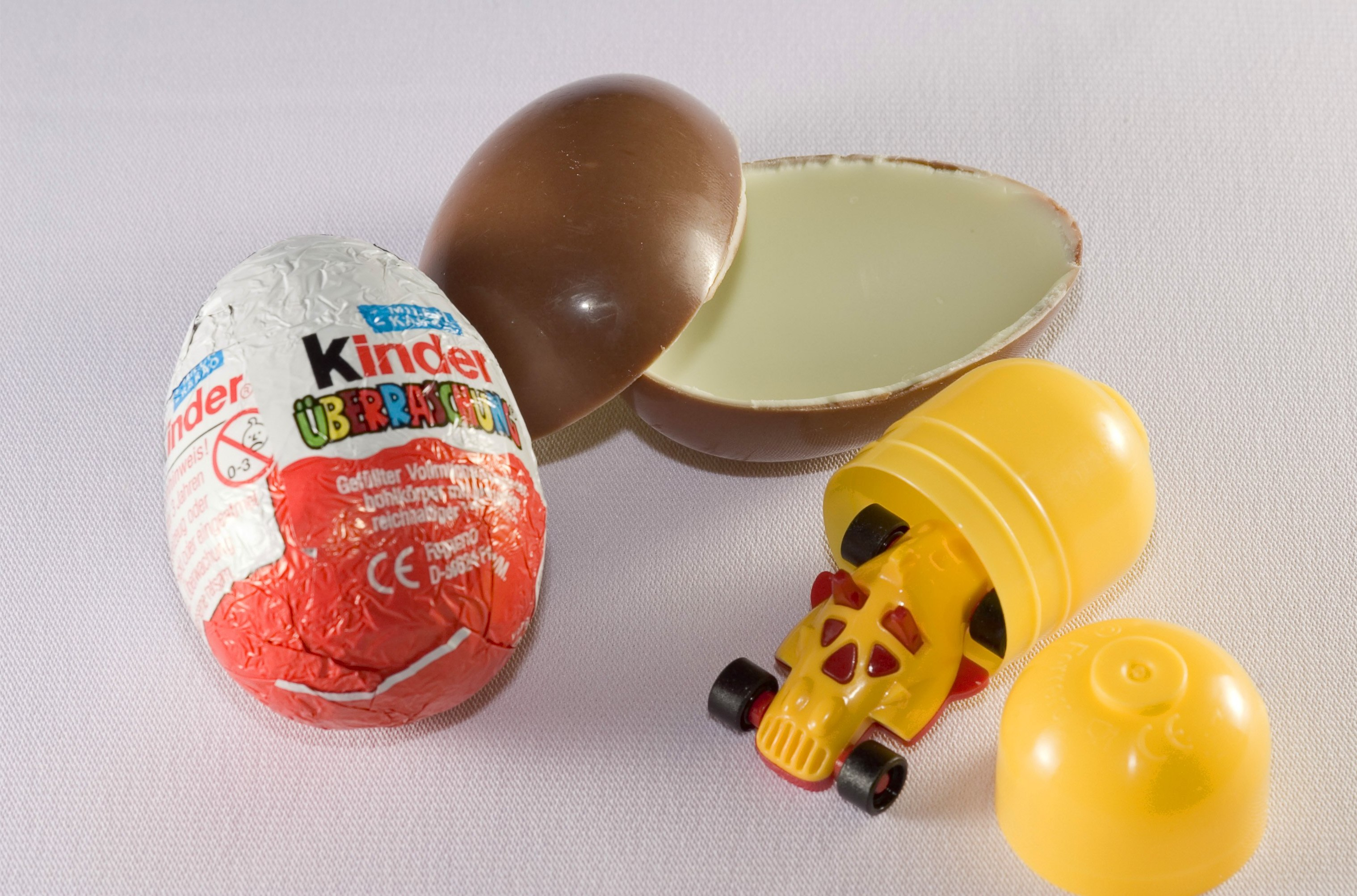
Überraschungsei

- Tronky
- Yogurette

- Mon Chéri
- Milch-Schnitte
- Nutella
- Kinder Bueno
- Raffaello
- Ferrero Rocher
- Tic Tac
- Überraschungsei

## Produktionsstätten / Verwaltungssitze
- Italien:
  - Alba
  - Avellino
  - Balvano
  - Pozzuolo
  - Sant’Angelo dei Lombardi
- Deutschland:
  - Frankfurt am Main
  - Stadtallendorf
  - Faulbach
- Argentinien: Los Cardales
- Australien: Lithgow
- Belgien: Arel
- Brasilien: Poços de Caldas
- China: Hangzhou
- Österreich: Innsbruck
- Ecuador: Tumbaco
- Frankreich: Villers-Écalles
- Indien: Baramati
- Irland: Cork
- Japan: Tokio
- Kanada: Brantford
- Mexiko: San José Iturbide
- Polen: Belsk Duży
- Puerto Rico: Caguas
- Russland: Wladimir
- Sri Lanka: Colombo
- Schweiz: Zug
- Südafrika: Walkerville
- Taiwan: Taipeh
- Tschechien: Prag
- Türkei: Manisa
- Ukraine: Kiew
- Vereinigte Staaten: Somerset
- Vereinigtes Königreich: Greenford